# MPB (mina)
Le mine MPB sono mine anticarro di fattura polacca, prodotte in particolare dalla BELMA (BZE BELMA S.A.) con la consulenza dell'Istituto militare per l'ingegneria tecnologica.
La mina è formata da un cilindro metallico riempito di esplosivo e montato orizzontalmente su un supporto regolabile.
Nel suo utilizzo tipico la mina viene nascosta dalla vista diretta del bersaglio e disposta sul lato del possibile percorso del veicolo da colpire, tipicamente una strada, in modo da centrare l'obiettivo nella sua parte laterale o posteriore, solitamente meno corazzata.
Nelle sue varie versioni, la MPB può essere innescata da una spoletta a contatto (versione MPB-ZK) o da una spoletta attivata da sensori a infrarossi o acustici (versione MPB-ZN), oltre al fatto di essere dotata di dispositivi anti-manomissione. Nella versione con spoletta a infrarossi, un sensore acustico rileva l'avvicinarsi del veicolo e attiva il sensore a infrarossi, il quale fa esplodere la mina nel momento più opportuno per colpire il bersaglio. La mina può anche essere programmata per autodistruggersi dopo un determinato periodo (di solito 1, 10 o 30 giorni).

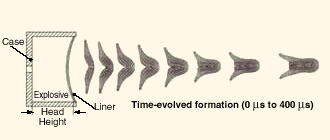
La formazione del proiettile autoforgiante durante l'esplosione della mina.

La mina MPB utilizza sia l'effetto Munroe ottenuto con una carica cava che l'effetto Misznay-Schardin per eiettare un proiettile autoforgiante in un raggio efficace di circa 50 metri, distanza a cui può ancora penetrare una corazza di acciaio balistico laminato spessa 100 mm.